# Tale of the Nine Tailed
Tale of the Nine Tailed (hangul: 구미호뎐; rr: Gumihodyeon) é uma telenovela sul-coreana exibida pela tvN de 7 de outubro a 3 de dezembro de 2020, estrelada por Lee Dong-wook, Jo Bo-ah e Kim Bum.

## Enredo
Lee Yeon (Lee Dong-wook) - um gumiho com mais de 1000 anos e que já foi o espírito da montanha guardião de Baekdudaegan - agora é um morador da cidade. Ele trabalha com Taluipa (Kim Jung-nan) - um agente do Departamento de Imigração da Vida Após a morte e o protetor do rio Samdo - para erradicar seres sobrenaturais que ameaçam o mundo mortal. Ele mora na cidade onde é auxiliado por seu fiel súdito, veterinário e companheiro gumiho, Goo Shin-Joo.
Em uma missão para capturar uma raposa que matou e comeu o fígado de muitos humanos e agora está se casando com um homem disfarçado de mulher humana, ele é avistado por Nam Ji-ah (Jo Bo-ah) - uma inteligente e feroz , e destemido produtor da emissora TVC.
Ji-ah reconhece Yeon quando ele está deixando o local e depois o vê na câmera através de seu guarda-chuva vermelho e distintamente marcado. Ela descobre onde Yeon mora, suspeita que ele seja sobrenatural e, finalmente, testa sua teoria pulando de seu apartamento com um chip de memória que contém um vídeo de Yeon lutando contra outra raposa (Lee Rang - seu meio-irmão) com seus poderes, forçando Yeon para segui-la e salvá-la.
É então revelado que quando criança, em seu nono aniversário, Nam Ji-ah se envolveu em um acidente de viação em que seus pais deveriam estar mortos. No entanto, Ji-ah é a única que lembra que duas outras pessoas, não humanas, se passaram por seus pais. Eles eram raposas tentando comer Ji-ah, mas ela foi salva por Lee Yeon. Mesmo que ele a obrigasse a esquecê-lo, a magia não funcionou com ela. Mais tarde, ela se viu no local do acidente, mas os corpos de seus pais nunca foram descobertos.
Isso a motivou a acreditar que seus pais estavam vivos e então ela decidiu olhar para os seres sobrenaturais e procurar qualquer maneira de encontrar e resgatar seus pais.
A torção- Nam Ji-ah é a sósia de Ah-eum, um humano que foi o primeiro amor de Yeon.
Ela morreu nas mãos de Yeon enquanto tentava salvá-lo de Imoogi - um dragão da terra do mal que queria habitar o corpo do espírito guardião da montanha. Ao abusar de seus poderes, um Yeon de coração partido parou o barco que transportava Ah-Eum através do rio Samdo, beijou-a e deu-lhe uma conta de raposa enquanto pedia a ela que prometesse reencarnar. Em troca, ele prometeu a Ah-Eum que sempre que ela voltasse, ele a encontraria através da conta.
Ao longo dos séculos, Yeon encontrou vários sósias de Ah-Eum, mas nenhum ostentava a conta de raposa.
A história avança enquanto Lee Yeon tenta lutar contra sua atração crescente por Nam Ji-ah, apesar da ausência do talão de raposa, sua investigação sobre por que Ji-ah não só se parece com Ah-Eum, mas também se assemelha a seus hábitos, e sua reação ao descobrir que ela realmente é seu primeiro amor.
Enquanto isso, Yeon tem que lidar com Lee Rang (Kim Bum), seu meio-irmão que se sentiu abandonado quando Yeon abdicou de seu posto como espírito guardião da montanha para trabalhar com Taluipa em troca da reencarnação de Ah-Eum. Rang desenvolve um profundo rancor contra seu irmão por escolher Ah-Eum em vez dele e ser o protetor da montanha. Com a ajuda de Ki Yoo-ri (Kim Yong-ji), ele continuamente prejudica os seres humanos como forma de antagonizar seu irmão.
Nessa mistura é adicionado o dragão da terra também reencarnado. Imoogi está de volta e desta vez, ele quer não apenas o corpo de Yeon, mas também o coração de Ji-ah.
Com tantos humanos, demônios e seres sobrenaturais entre sua reunião, exatamente como o Espírito da Montanha de nove caudas e o feroz Diretor de Produção protegerão seu amor, pacificarão os corações partidos ao redor deles e baterão no ser infernal que anseia por seus corpos, corações , e vidas constituem o resto da história.

## Elenco

### Elenco principal
- Lee Dong-wook como Lee Yeon[3]

O gumiho titular (raposa de nove caudas). Ex-espírito da montanha e guardião de Baekdudaegan, amante de Ah-eum e meio-irmão de Lee Rang. Ele realiza missões do Afterlife Immigration Office enquanto procura a reencarnação de Ah-eum.
- Jo Bo-ah como Nam Ji-ah / Ah-eum
  - Park Da-yeon como o jovem Ji-ah / Ah-eum

Nam Ji-ah é um produtor de 30 anos da TVC Station. Ela é a reencarnação de Ah-eum, que foi a amante anterior de Lee Yeon, a princesa exilada e a sétima filha do rei. Para salvar seu pai, que estava possuído pelo Imoogi, ela permitiu que o Imoogi residisse em seu corpo, prometendo levá-lo para Yeon. Ela pediu a Lee Yeon para matá-la para que ela pudesse protegê-lo de se sacrificar.
- Kim Bum como Lee Rang[4]
  - Lee Joo-won como o jovem Lee Rang

"Um gumiho meio-sangue e meio-irmão mais novo de Lee Yeon, que busca vingança contra seu irmão criando travessuras. Ele intencionalmente causa danos aos humanos, o que causa problemas para Yeon, por sua vez. Ele esconde sua natureza carinhosa enquanto guarda um profundo rancor por seu irmão. Quando criança, ele foi abandonado por sua mãe humana na Floresta dos Famintos. Lá, ele foi atacado pelos espíritos dos moradores, mas foi salvo por Yeon. Ele seguiu seu irmão até a montanha para começar de novo e viveu feliz. Mas quando Ah-eum morreu, Yeon deixou Baekdudaegan e abdicou de seu status de espírito da montanha, deixando Rang sozinho na montanha, causando assim um ódio crescente por Lee Yeon.

### Elenco de apoio
Seres míticos ao redor de Lee Yeon
- Kim Jung-nan como Taluipa

Irmã mais nova do Rei Yeomra (governante supremo do submundo) e esposa de Hyunuiong. Ela trabalha no Afterlife Immigration Office gerenciando a lista de almas mortas e dá missões a Lee Yeon. Ela parece ter um coração frio, mas tem uma forte afeição maternal por Yeon, que a chama de "vovó" em troca. Ela teve um filho chamado Bok Gil que morreu, mas não pode reencarnar novamente porque se matou pulando no rio Samdo.
- Ahn Gil-kang como Hyunuiong

O porteiro do Rio Samdo, marido de Taluipa e pai de Bok Gil. Ele também trabalha no Afterlife Immigration Office e informa as almas mortas antes de entrar no submundo. Ele parece ser obediente e com medo de sua esposa.
- Hwang Hee como Koo Shin-joo

Súdito leal e amigo de Lee Yeon, também um gumiho. Depois de ter enfeitiçado humanos inocentes para perder suas mentes em vingança por suas irmãs que foram mortas por armadilhas humanas, ele fugiu do antigo espírito da montanha que ele serviu para salvar sua vida e acabou na floresta de Lee Yeon. Ele foi salvo por Lee Yeon, que se recusou a devolvê-lo ao espírito da montanha e desde então decidiu dedicar sua vida por ele. Atualmente, ele é um veterinário que pode falar com os animais usando seu colar mágico. Ele gostou de Ki Yoo-ri desde a primeira vez que a conheceu.
- Kim Soo-jin como Noiva Caracol / Bok Hye-ja

Dona do restaurante onde a equipe de Lee Yeon e Nam Ji-ah na emissora TVC costuma jantar. Ela conhece todos os seres sobrenaturais do mundo. Ela é uma viúva que vive há centenas de anos. Seu marido foi devorado por um tigre através do truque do Espírito das Trevas sobre o maior medo de alguém.
Seres míticos ao redor de Lee Rang
- Kim Yong-ji como Ki Yoo-ri[5]

Cúmplice leal de Lee Rang, um jovem gumiho da Rússia. Ela foi salva por Rang de um zoológico onde estava sendo maltratada. Como forma de pagamento por salvar sua vida, ela cumpre as ordens de Rang para causar problemas aos inimigos dele. Ela assumiu a identidade do diretor da loja de departamentos Moze, de 24 anos, que morreu durante uma caminhada no Nepal.
- Lee Tae-ri como adulto Imoogi / Lee Ryong / Terry
  - Kim Tae-yul como o jovem Imoogi

Uma besta serpente em forma humana, a nêmesis de Lee Yeon, que tem o poder de ler as mentes dos outros. Séculos atrás, ele nasceu em uma caverna onde pessoas morriam de peste. Ele levou o corpo do rei, o pai de Ah-eum, como anfitrião. Para salvar seu pai, Ah-eum permitiu que o Imoogi se transferisse para o corpo dela para que ele conhecesse Yeon. Ele foi morto por Yeon enquanto estava dentro de Ah-eum. Atualmente, ele renasce na Ilha Eohwa com a ajuda de Kwon Hae-ryong e Lee Rang. Quando criança, o Imoogi suga a vida de suas babás como sua refeição, transformando-as em cadáveres mumificados, para serem totalmente crescidos em um curto período de tempo. Em sua forma adulta, ele tem o mesmo rosto de Bok-gil, o filho falecido de Taluipa e Hyunuiong. Ele era originalmente um dragão que se tornaria o espírito da montanha, mas foi desqualificado depois que um humano o avistou em sua forma de dragão. Portanto, ele quer pegar o corpo de Lee Yeon, o antigo espírito da montanha de Baekdudaegan e se casar com Nam Ji-ah, a reencarnação da Princesa Ah-eum que deveria ser um sacrifício por ele. Com a ajuda de seu servo, o CEO da emissora TVC, ele se disfarçou de Terry, um estagiário da equipe de Ji-ah na emissora TVC. É finalmente revelado que Imoogi foi responsável por infectar a esposa de Bok Gil, levando à morte deles.
- Jung Si-yul como Kim Soo-oh

Um jovem que é adotado por Lee Rang. Em sua vida anterior, ele era o cachorrinho Geomdung criado por Lee Rang que foi dado a ele por seu irmão Lee Yeon, e ele morreu devido a um incêndio provocado por humanos nas montanhas há 600 anos. Soo-oh apareceu pela primeira vez como uma criança no parque, que conheceu Lee Yeon. Mais tarde, Soo-oh reconheceu imediatamente Lee Rang na calçada, embora Lee Rang inicialmente não retribuísse. Soo-oh encontrou as sobrancelhas do tigre na forma de óculos que podem fazer seu usuário ver a vida passada de outra pessoa. Rang o recuperou dele e ao usar, descobriu que Soo-oh é de fato a reencarnação de seu amado Geomdung. Mais tarde, ele foi salvo por Rang de seu padrasto abusivo.
Pessoas ao redor de Nam Ji-ah
- Um Hyo-sup como Kwon Hae-ryong

Diretor executivo da emissora TVC que é secretamente o misterioso servo do Imoogi. Ele serviu durante o reinado do pai de Ah-eum. Ao sacrificar sua esposa e filhos aos Imoogi em troca de prolongar sua vida, ele é descrito como um cadáver vivo, pois prolongou sua vida por muitos séculos roubando a vida de humanos presos em cerejas moídas. Ele também salvou a vida de Rang depois que ele supostamente foi morto por Yeon, tornando Rang uma dívida com ele. Ele também é o homem em um terno azul marinho com uma marca criminosa na testa "Seogyeong" que causou o acidente de carro dos pais de Nam Ji-ah.
- Jung Yi-seo como Kim Sae-rom

Escritor da emissora TVC e colega de equipe de Ji-ah. Em sua vida passada, ela foi uma serva que ajudou e criou Ah-eum quando ela foi exilada.
- Kim Kang-min como Pyu Jae-hwan

Um assistente de DP na emissora TVC e companheiro de equipe de Ji-ah. Em sua vida passada, ele foi um eunuco que ajudou e criou Ah-eum quando ela foi exilada.
- Joo Suk-tae como Choi Tae-suk

Líder da equipe de Nam Ji-ah, Kim Sae-rom e Pyu Jae-hwan, que woos Bok Hye-ja. Ele é revelado como a reencarnação do falecido marido de Bok Hye-ja.
- Kim Hee-jung como Lee Young-sun

A mãe de Nam Ji-ah que é médica. Ela desapareceu desde o acidente de Yeou Gogae 20 anos atrás e revelou-se transformada em uma cereja no chão.
- Song Young-kyu como Nam Jong-soo

O pai de Nam Ji-ah que é professor. Ele desapareceu desde o acidente de Yeou Gogae 20 anos atrás e revelou-se transformado em uma cereja no chão junto com sua esposa.
Outros seres míticos
- Shim So-young como o Espírito das Trevas, o parceiro do Imoogi que ataca o maior medo de alguém. Ela aparece como uma mascate com uma roupa verde, dando suco engarrafado de graça para suas vítimas. Ela fez parte de lendas urbanas, mas raramente alguém conseguia se lembrar de seu nome. Entre suas vítimas estavam o marido de Bok Hye-ja e, por licitação de Imoogi, Lee Rang, Nam Ji-ah e Lee Yeon também. No final das contas, ela foi morta por Yeon depois que ele a enganou para entrar em seu subconsciente. (Ep. 8 e 9)
- Woo Hyun como o espírito totêmico de Yeou Gogae que aparece como um bêbado misterioso. Ele apareceu pela primeira vez em um ponto de ônibus onde Nam Ji-ah deveria embarcar em um ônibus que sofreu um acidente fatal mais tarde. Ele irritantemente agarrou a perna de Ji-ah para impedi-la de embarcar, o que também significou salvar sua vida. Ela se ofereceu para carregá-lo nas costas de volta para casa, mas pediu para ser deixada na beira da estrada. Mais tarde, ele involuntariamente deu a Rang a liderança para obter as sobrancelhas do tigre. (Ep. 1 e 5)
- Son Woo-hyun como Jung Hyun-woo, um segurança daemissora TVC cuja verdadeira forma é um bulgasari (Ep. 2 e 9)
- Lee Kyu-hyung como Governador / Urso da Lua, um antigo espírito da montanha e melhor amigo de Lee Yeon (Ep. 6 e 15). Ele possuía o Espelho da Lua, uma das quatro joias dos quatro espíritos da montanha. Ele forneceu uma pista crucial sobre o desaparecimento dos pais de Nam Ji-ah.
- Lim Ki-hong como o misterioso vidente com olhos brancos, que troca objetos poderosos com a coisa mais preciosa na vida de alguém. Através dele, Lee Rang trocou seu irmão Lee Yeon em troca das Sobrancelhas do Tigre. Por sua vez, Nam Ji-ah trocou a conta de raposa para resgatar Lee Yeon. Ele acabou sendo o décimo e último juiz da vida após a morte, o Rei das Trevas que estava encarregado da reencarnação. Ele que deixava seu posto de vez em quando para ficar no mundo humano. (Ep. 6 e 16)
- Lee Jung-min como a noiva cuja verdadeira forma é um gumiho. No dia do casamento, Lee Yeon a perseguiu para executar a punição de morte pelos crimes que ela cometeu contra a humanidade. (Ep. 1)

Ilha Eohwa
- Kim Young-sun como uma xamã que tentou sacrificar Nam Ji-ah aos Imoogi (Ep. 2-3)
- Do Yun-jin como Seo Pyung-hee, filha de Seo Ki-chang. Ela é a única que não desapareceu misteriosamente na ilha; no entanto, foi ela quem amaldiçoou o companheiro de tripulação de seu pai com a ajuda de um xamã. (Ep. 2-4)
- Maeng Bong-hak como Seo Ki-chang, pai de Seo Pyung-hee, que foi assassinado e comido por seus companheiros de tripulação quando eles se perderam no mar. (Ep. 2-3)
- Ji Heon-il como Jin-Sik, um pescador. (Ep. 2-3)
- Jang Yong-chul como pescador. (Ep. 2-3)
- Keum Dong-hyun como pescador. (Ep. 2-3)
- Kim Gui-seon como capitão do barco de pesca. (Ep. 2-3)
- Kim Sun-yool como um espírito da montanha amarrado a uma árvore. (Ep. 2-3)
- Joo Boo-jin como uma mulher idosa. (Ep. 2-3)
- Park Seung-tae como uma mulher idosa. (Ep. 2-3)

### Participações especiais
- Lee Taek-geun como o noivo da noiva gumiho disfarçada. (Ep. 1)
- Son Dong-hwa como o noivo da porta ao lado. (Ep. 1)
- Chu Ye-jin como Jung Soo-young, um estudante de 17 anos que foi o único sobrevivente de um acidente de ônibus mortal em Yeou Gogae, mais tarde se transformou em Lee Rang como sua verdadeira forma. O verdadeiro Soo-young foi morto (comido) por Rang. (Ep. 1)
- Jang Won-hyung como Baek Si-woo, o detetive que investigou o acidente de ônibus em Yeou Gogae que matou 5 pessoas. (Ep. 1)
- Jang Eui-don como passageiro de ônibus que morreu no acidente, marido. (Ep. 1)
- Yoon Tae-hee como passageira de ônibus que morreu no acidente, esposa. (Ep. 1)
- Kim Hwan-young como filho dos passageiros do ônibus. Ele conheceu Lee Rang em uma fonte de desejos na Moze Department Store antes. (Ep. 1)
- Yu Jun-won um membro da família de um dos passageiros do ônibus falecido. (Ep. 1)
- Choi Sung-woong como segurança da casa funerária. (Ep. 1)
- Choi Seung-il como pai do verdadeiro Ki Yoo-ri. (Ep. 4)
- Oh Jung-won como mãe do verdadeiro Ki Yoo-ri. (Ep. 4)
- Lee Ye-bit como Min-seo, uma criança fantasma. (Ep. 4-5)
- Jung Ah-jovem como Yeon-seo, uma criança fantasma. (Ep. 4-5)
- Park No-shik como Min-seo e pai de Yeon-seo. (Ep. 5)
- Kim Nak-gyoon como Min-seo e tio de Yeon-seo. (Ep. 5)
- Jang Young-hyeon como vendedor de relógios na Brennetano. (Ep. 5)
- Jo Hyun-im como babá de Imoogi. (Ep. 5)
- Seo Jin-won como Seo Hwan-ho, um jogador de beisebol que maltratou um cachorro. (Ep. 5)
- No Seong-eun como No Hae-sung, um jogador de beisebol que maltratou um cachorrinho. (Ep. 5)
- Han Chang-hun como Han Tae-soo, um jogador de beisebol que maltratou um cachorrinho. (Ep. 5)
- Shin Ji-yeon como babá, a última refeição do Imoogi antes de se tornar um adulto. (Ep. 7)
- Park Su-yeon como a mãe de Lee Rang que o abandonou. Ela se ressentia de ter um filho com um gumiho. (Ep. 7–8)
- Sun Woo Jae Duk como o Rei, o pai de Ah-eum, o primeiro corpo hospedeiro dos Imoogi (Ep. 8)
- Kim Young-sun como psiquiatra Choi, amiga da mãe de Nam Ji-ah. Ela facilitou a sessão de hipnoterapia de Ji-ah quando ela tinha 9 anos. (Ep. 8)
- Kim Hyo-myung como padrasto de Kim Soo-oh (Ep. 11)

## Trilha sonora

### Parte 1
| Lançado em 7 de outubro de 2020 |                     |                     |         |  |
| N.º                             | Título              | Artista             | Duração |  |
| 1.                              | "Blue Moon"         | Kim Jong-wan (Nell) | 3:37    |  |
| 2.                              | "Blue Moon" (Inst.) |                     | 3:37    |  |
| Duração total:                  | Duração total:      | Duração total:      | 7:14    |  |

### Parte 2
| Lançado em 15 de outubro de 2020 |                         |                   |         |  |
| N.º                              | Título                  | Artista           | Duração |  |
| 1.                               | "I'll Be There"         | Shownu (Monsta X) | 3:28    |  |
| 2.                               | "I'll Be There" (Inst.) |                   | 3:28    |  |
| Duração total:                   | Duração total:          | Duração total:    | 6:56    |  |

### Parte 3
| Lançado em 22 de outubro de 2020 |                                          |                |         |  |
| N.º                              | Título                                   | Artista        | Duração |  |
| 1.                               | "Moonchild Ballad" (월아연가 (月兒戀歌)) | Lyn            | 4:23    |  |
| 2.                               | "Moonchild Ballad" (Inst.)               |                | 4:23    |  |
| Duração total:                   | Duração total:                           | Duração total: | 8:46    |  |

### Parte 4
| Lançado em 29 de outubro de 2020 | |                |         |  |
| N.º                              | Título                                                                                               | Artista        | Duração |  |
| 1.                               | "Diary of Dawn" (새벽일기)                                                                           | Yang Da-il     | 4:45    |  |
| 2.                               | "Diary of Dawn" (Inst.)                                                                              |                | 4:45    |  |
| 3.                               | "The Legend of the Fox - Tale of the Nine Tailed Opening Title" (여우 전설 (구미호뎐 Opening Title)) |                | 1:00    |  |
| 4.                               | "Moonchild Ballad - Score Version" (월아연가 (Score Ver.))                                           |                | 4:17    |  |
| 5.                               | "Parting at the River of Three Crossings" (삼도천의 이별)                                            |                | 5:15    |  |
| 6.                               | "The Fox's Wedding Day (Lee Yeon Theme Song)" (여우가 시집 가는 날 (이연 테마))                      |                | 1:34    |  |
| 7.                               | "The Uninvited" (불청객)                                                                             |                | 3:12    |  |
| 8.                               | "I Waited For You" (나는 너를 기다렸어)                                                              |                | 1:26    |  |
| 9.                               | "The Nine Tailed Fox" (구미호)                                                                       |                | 1:44    |  |
| 10.                              | "Lightning Bugs" (반딧불이)                                                                          |                | 2:53    |  |
| Duração total:                   | Duração total:                                                                                       | Duração total: | 30:51   |  |

### Parte 5
| Lançado em 5 de novembro de 2020 |                                    |                |         |  |
| N.º                              | Título                             | Artista        | Duração |  |
| 1.                               | "Leaning On You" (비스듬히 너에게) | Sung Si-kyung  | 4:02    |  |
| 2.                               | "Leaning On You" (Inst.)           |                | 4:02    |  |
| Duração total:                   | Duração total:                     | Duração total: | 8:04    |  |

### Parte 6
| Lançado em 6 de novembro de 2020 |                                                         |                |         |  |
| N.º                              | Título                                                  | Artista        | Duração |  |
| 1.                               | "Love Already Bloomed in My Heart" (그대가 꽃이 아니면) | Hynn           | 3:42    |  |
| 2.                               | "Love Already Bloomed in My Heart" (Inst.)              |                | 3:42    |  |
| Duração total:                   | Duração total:                                          | Duração total: | 7:24    |  |

### Parte 7
| Lançado em 19 de novembro de 2020 |                        |                   |         |  |
| N.º                               | Título                 | Artista           | Duração |  |
| 1.                                | "Stay With Me"         | YooA (Oh My Girl) | 3:27    |  |
| 2.                                | "Stay With Me" (Inst.) |                   | 3:27    |  |
| Duração total:                    | Duração total:         | Duração total:    | 6:54    |  |

### Parte 8
| Lançado em 26 de novembro de 2020 |                      |                   |         |  |
| N.º                               | Título               | Artista           | Duração |  |
| 1.                                | "My Destiny"         | Miyeon ((G)I-DLE) | 3:38    |  |
| 2.                                | "My Destiny" (Inst.) |                   | 3:38    |  |
| Duração total:                    | Duração total:       | Duração total:    | 7:16    |  |

## Classificação
| Episódio | Data de transmissão original | Título                                   | Participação média do público (AGB Nielsen) | Participação média do público (AGB Nielsen) |
| Episódio | Data de transmissão original | Título                                   | Em todo o país                              | Seul                                        |
| --- | ---------------------------- | ---------------------------------------- | ------------------------------------------- | ------------------------------------------- |
| 1 | 7 de outubro de 2020         | The Incident That Occurred On Yeou Gogae | 5.804% (1st)                                | 6.479% (1st)                                |
| 2 | 8 de outubro de 2020         | I've Been Waiting for You                | 5.557% (1st)                                | 6.222% (1st)                                |
| 3 | 14 de outubro de 2020        | The Secret of the Dragon King            | 5.588% (1st)                                | 5.988% (1st)                                |
| 4 | 15 de outubro de 2020        | Verge of Death                           | 5.511% (1st)                                | 6.075% (1st)                                |
| 5 | 21 de outubro de 2020        | I Also Waited For You                    | 5.100% (1st)                                | 5.352% (1st)                                |
| 6 | 22 de outubro de 2020        | Four Pillars of Destiny                  | 4.962% (1st)                                | 5.800% (1st)                                |
| 7 | 28 de outubro de 2020        | The Trap of Samsara                      | 4.789% (1st)                                | 5.433% (1st)                                |
| 8 | 29 de outubro de 2020        | Reincarnation                            | 5.137% (1st)                                | 5.666% (1st)                                |
| 9 | 4 de novembro de 2020        | Spirit of Darkness                       | 5.115% (1st)                                | 5.623% (1st)                                |
| 10 | 5 de novembro de 2020        | Deja-vu                                  | 4.474% (1st)                                | 4.776% (1st)                                |
| 11 | 11 de novembro de 2020       | Ground Cherries                          | 4.863% (1st)                                | 5.010% (1st)                                |
| 12 | 12 de novembro de 2020       | Catch the Tail                           | 5.318% (1st)                                | 5.828% (1st)                                |
| 13 | 25 de novembro de 2020       | The Other Imoogi                         | 5.195% (1st)                                | 6.275% (1st)                                |
| 14 | 26 de novembro de 2020       | Dead End                                 | 5.160% (1st)                                | 5.923% (1st)                                |
| 15 | 2 de dezembro de 2020        | Without Knowing Imoogi's Plan            | 5.224% (1st)                                | 6.082% (1st)                                |
| 16 | 3 de dezembro de 2020        | The Rewritten Tale of the Nine Tailed    | 5.785% (1st)                                | 6.436% (1st)                                |
| Média | Média                        | Média                                    | 5.286%                                      | 5.810%                                      |
| - Os números azuis representam as audiências mais baixas e os números vermelhos representam as audiências mais elevadas. - Este drama foi exibido por um canal de televisão por assinatura, que normalmente tem um público relativamente menor em comparação com as emissoras de televisão abertas (KBS, SBS, MBC e EBS). |                              |                                          |                                             |                                             |